# Calonotos dorata
Calonotos dorata là một loài bướm đêm thuộc phân họ Arctiinae, họ Erebidae.